# Нападение боевиков на Грозный (2004)

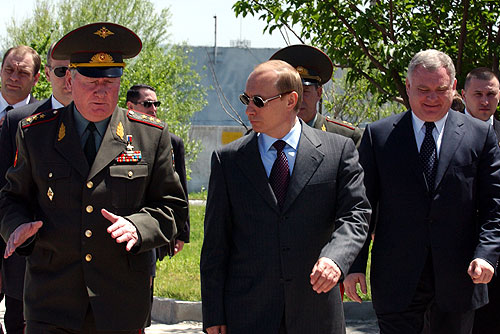
Командующий российскими войсками генерал Александр Баранов

Нападение боевиков на Грозный (21—22 августа 2004 года) — вооружённая вылазка сводного отряда боевиков численностью до 400 человек, направленная на устрашение мирных жителей и федеральных сил перед выборами Президента Чечни, а также на общую дестабилизацию обстановки в регионе.
Вдохновителем и идейным руководителем акции считается Аслан Масхадов. Тактическое руководство осуществляли Доку Умаров и Юнади Турчаев.
По почерку атака напоминала июньский рейд боевиков на Назрань.

## Предшествующие события
Руководитель Регионального оперативного штаба по управлению контртеррористической операцией на Северном Кавказе Илья Шабалкин подчеркнул, что военные узнали о готовящейся операции боевиков ещё в начале августа. По местам скопления террористов были нанесены упреждающие удары. Однако эти действия особых результатов не принесли.
Бандгруппы в ночь на 21 августа стекались в лесной массив, примыкающий к юго-западной окраине Грозного. Утром же они слились в отряд, насчитывающий до 400 человек.

В городе на перекрёстках стояли БТРы федеральных сил, — рассказывает сотрудник МВД Чечни. — Около 13:00 по всем рациям было передано: Внимание! Возможно нападение боевиков! В районе 16:00 БТРы убрали. Приказ об этом мог отдать только РОШ (Региональный оперативный штаб в Ханкале). Я знаю, что комендант Октябрьского района Грозного ждал приказа об огневой поддержке Октябрьского РОВД, который подвергся атаке боевиков. Не дождавшись, действовал самостоятельно. Если бы комендатура не открыла огонь, сотрудников РОВД перерезали бы как баранов— Убить Басаева

## Хронология рейда
По словам очевидцев, одно из нападений началось около 17:00. Звуки миномётных выстрелов были слышны на территории городка, где проживают журналисты, затем на короткое время обстрел прекратился, и некоторое время спустя возобновился с ещё большей силой. А чуть раньше произошёл мощный взрыв близ памятника, символизирующего дружбу чеченского, ингушского и русского народов. На месте происшествия были выбиты стёкла витрин расположенных вблизи магазинов, и образовалась воронка. Милиционеры предположили, что это был так называемый слепой выстрел гранатомёта.
Перестрелки начались в начале седьмого вечера. Так, в 18:10 один из сотрудников правозащитного центра «Мемориал» наблюдал разрыв артиллерийского снаряда в районе остановки «Грознефтяной». Поначалу было непонятно, что происходит, но вскоре от водителей маршрутных такси стало известно, что по всему городу идут столкновения между боевиками и представителями федеральных структур.
Около 19 часов в Грозный с юга вошли основные силы боевиков (300 человек) и, разделившись на группы по 5—7 человек, начали рейды в Октябрьский и Старопромысловский районы чеченской столицы.
Со слов жителей, боевики, в масках и без масок, с криками «Аллах Акбар!», «Ичкерия!», стали загонять их по домам, некоторые спрашивали: «Где у вас тут менты?». Люди в панике разбегались. Бандиты действовали по «ингушскому сценарию»: выставили импровизированные посты, где досматривали проезжающие мимо автомобили, и, одновременно напали на объекты, в данном случае, на избирательные участки, расположенные в зданиях школ.
В Старопромысловском районе чеченской столицы боевикам удалось углубиться в город на 3 километра (между двумя постами, от 36 участка до Новой остановки). Федеральный пост в районе 36 участка в бой с боевиками не вступил; пост в районе Новой остановки, охраняемый сотрудниками чеченской милиции, открыл огонь по нападавшим. Свидетели отмечали, что боевики были очень хорошо вооружены, в основном, гранатомётами и автоматическим оружием (у некоторых было по 2—3 гранатомёта), говорили по-чеченски и по-русски, у многих из-под масок были видны длинные бороды.
В Старопромысловском районе боевики напали на здания средних школ № 10 и № 17, где были расположены избирательные участки. В ходе перестрелки с охранявшими избирательные участки сотрудниками правоохранительных органов в школе № 10 погиб один сотрудник Старопромысловского РОВД и одно гражданское лицо; в школе № 17 был убит один сотрудник РОВД.
В момент нападения на школу № 17 на её территории находилась женщина с детьми. Зная об этом, жительницы близлежащих домов упрашивали боевиков не обстреливать здание. Тогда одну из них нападавшие отправили в школу и велели вывести мирных жителей.
«Если там не окажется детей и женщин, мы тебе покажем», — сказали они.
Когда боевики удостоверились, что в здании находятся мирные граждане, они отказались от своего намерения штурмовать здание.
В этом же районе боевики напали на здание Дома культуры «Грознефтегаз». Сторожей, охранявших ДК, отпустили, а само здание сожгли.
В районе остановки «Нефтемайск» нападавшие остановили белые «Жигули», в которых находились двое молодых людей — Рамзан Дакаев и его друг Тимур. Тимур был одет в камуфляжные брюки, что привлекло внимание боевиков. Заметив на себе пристальное внимание «работников блокпоста», Рамзан предъявил фальшивое удостоверение сотрудника правоохранительных органов (Дакаев не был сотрудником). Обоих молодых людей расстреляли.
В этом же микрорайоне осколочные ранения получили две женщины — Частиева Зурам, 1950 г. р. и Габасова Зурам, 1956 г.р., продавщицы мороженого.
Водитель маршрутного такси Абдурзаков Саид-Эмин, 1961 г.р., был остановлен боевиками, досмотрен и отпущен. Он отъехал на небольшое расстояние, но в районе Старой остановки в его машину был произведён выстрел из гранатомёта. Саид-Эмин получил серьёзные ранения.
Исупова Али Хасановича, 1984 г. р., проживавшего по адресу: городок Маяковского, 64, кв. 8, боевики попросили принести им воды. Али выполнил просьбу. Около часа ночи, когда боевики вышли из города, в квартиру молодого человека ворвались сотрудники силовых структур в масках и забрали Юсупова. С тех пор родители не смогли установить его местонахождение.

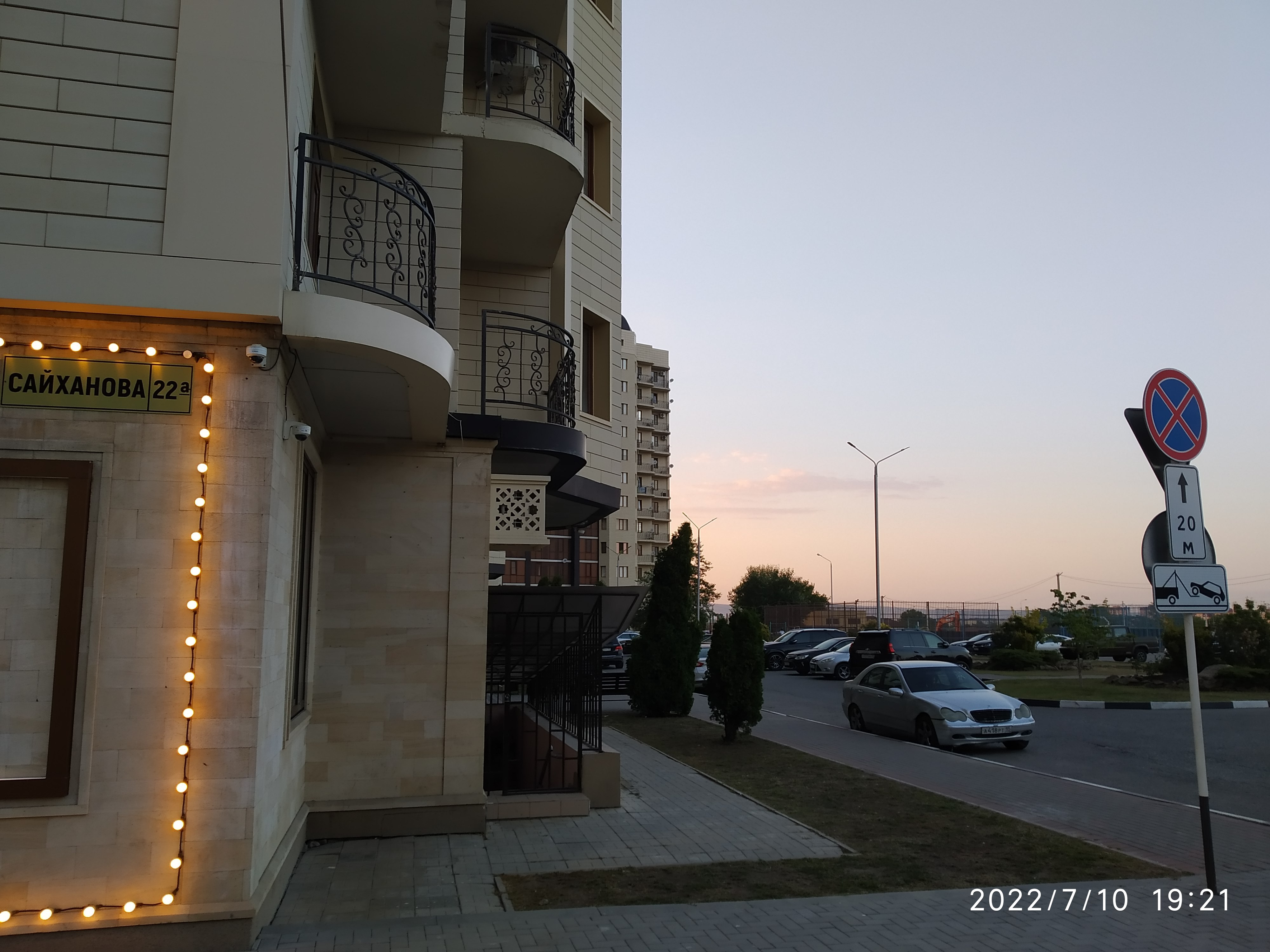
Улица Сайханова

В Октябрьском районе Грозного центром событий стали площадь Минутка, улицы 8-го Марта, Сайханова, Нагорная и Павла Мусорова. Здесь боевики действовали малыми группами.

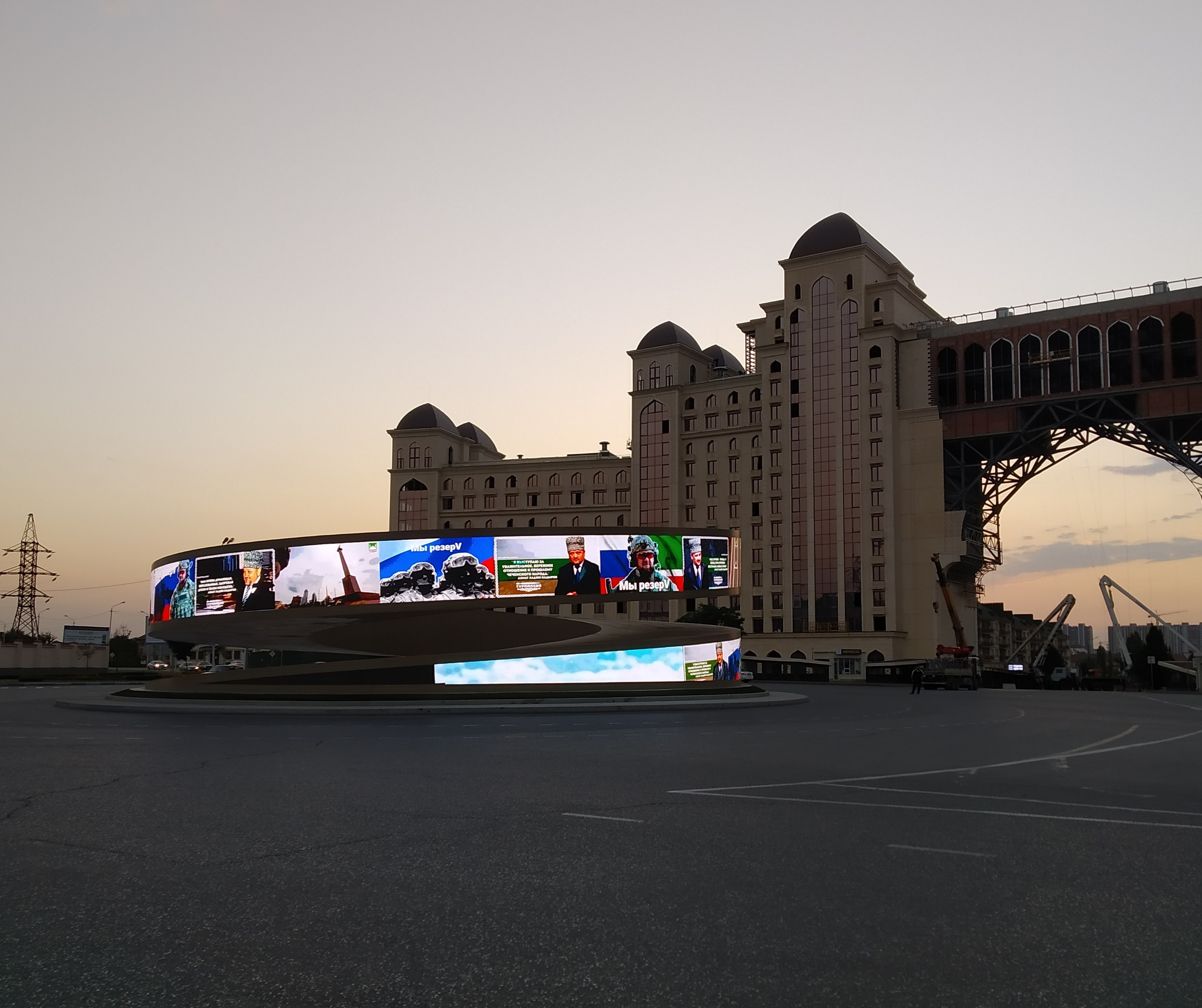
Площадь Минутка

Нападению боевиков подвергся КПП-29 федеральных сил, расположенный вблизи автовокзала. Бой продолжался около часа. Блокпост обстреливался из проёмов недостроенного пятиэтажного дома, из стрелкового и крупнокалиберного оружия. Осколки и пули залетали на территорию расположенного рядом городка беженцев. Данные о потерях с обеих сторон в этом боестолкновении были разнящимися, потерь среди силовиков не было. Обстрел вёлся с трёх направлений со стороны пятиэтажного дома со стороны горячего источника, который находится правее этой пятиэтажки, а также со стороны частного сектора из-за жилых домов находящихся по улице сразу за блокпостом
Рядом с федеральным постом нападавшие выставили собственный пост и производили досмотр автотранспорта. Со слов сотрудников нефтеполка стало известно, что на этом посту боевики расстреляли двоих работников вневедомственной охраны и сотрудника ОМОН.
Несмотря на близость военных, боевики также выставили посты в районе 8 марта: на улицах, прилегающих к Октябрьскому РОВД: Окружная, Ханкальская, Гудермесская, Павла Мусорова и Школьная. «Пост» на развилке дорог Ханкальская и Пригородный находился на расстоянии менее километра от российской военной базы Ханкала и в пятистах метрах от федерального блокпоста на мосту между Ленинским и Октябрьским районами.
В Октябрьском районе боевики с зеркальной точностью повторяли тот же сценарий: нападали на здания отделов милиции, блокпосты, избирательные участки, милицейские патрули; досматривали на «блокпостах» все проезжавшие мимо автомобили и, при виде даже камуфлированной одежды расстреливали всех находившихся в автотранспорте. Им также удалось подбить БТР федеральных сил и обстрелять временное расположение группировки МВД.
Однако слаженные действия военнослужащих, милиционеров, Грозненского гарнизона и ополченцев предрешили исход налёта на город. Примерно пятая часть бандитской группировки была нейтрализована (уничтожена или схвачена).
Первые раненые стали поступать в городскую больницу № 9 около 20:00. Вначале всех убитых свозили в место дислокации полка патрульно-постовой службы. В первые часы с момента нападения ранеными и убитыми занимались добровольцы. Когда стрельба начала стихать, заработали машины «скорой помощи».
Вооружённые группы начали покидать город примерно в 22:00—23:00. В Старопромысловском районе из дворов многоэтажных домов боевики забирали микроавтобусы, принадлежавшие мирным жителям и, сбрасывая собственное обмундирование, переодевшись в гражданскую одежду, выезжали на них.
События 21 августа не освещались чеченским телевидением. О вечернем рейде боевиков лишь однажды вскользь упомянул чеченский канал ЧГТРК. 23 августа в вечернем выпуске новостей и. о. министра внутренних дел Руслан Алханов сообщил:

21 августа была предпринята акция, аналогичная нападению на Ингушетию, но благодаря слаженным действиям военных структур, «ингушский вариант» в Чечне боевикам осуществить не удалось
— Рейд боевиков на г.Грозный 21 августа 2004 г.

## Нейтрализация ушедших боевиков и судебные процессы над участниками нападения
В ночь на 24 августа 2004 года спецназ федеральных сил обнаружил в окрестностях Грозного две группы боевиков, являвшихся, по словам военных, остатками бандформирований, напавших на столицу Чечни 21 августа. Весь день 24 августа в районе селений Пригородное, Чечен-Аул и Первомайское Грозненского района по местам скопления бандитов наносились огневые удары с вертолётов и артиллерии. Итогом операции стала ликвидация 12 боевиков и задержание троих.
В начале октября 2004 года ещё трое участников налёта были уничтожены при спецоперации в селе Валерик.
29 октября 2004 года в Грозном был уничтожен так называемый заместитель эмира Грозного Руслан Тасуев. Он возглавлял одну из банд, напавшую на город 21 августа.
Один из организаторов нападения Юнади Турчаев был уничтожен 18 февраля 2005 года.
В 2007 году Верховным судом Чеченской Республики к 10 годам колонии строгого режима были приговорены двое участников налёта на столицу Чечни из бандгруппы некоего Шиксаитова — Рамзан Мурадов и Муслим Эльмурзаев.
Другой участник налёта на чеченскую столицу — одиозный бандглаварь, «эмир» Грозного Саламбек Ахмадов был уничтожен в ходе спецоперации в Махачкале 22 марта 2010 года.